# Košice (region)
Košice (slovakisk Košický kraj) er en af Slovakiets otte administrative regioner, beliggende i landets sydøstlige del. Regionen har et areal på 6.752 km² og har en befolkning på 771.947 indbyggere (2005). Regionens hovedby er Košice og består af elleve distrikter (okresy).

## Eksterne links
- Officielle hjemmeside Arkiveret 7. oktober 2007 hos  Wayback Machine (slovakisk)

- Wikimedia Commons har flere filer relateret til Košice (region)

48°42′58″N 21°51′47″Ø / 48.7161°N 21.8631°Ø